# Gerard Johannes Koekkoek

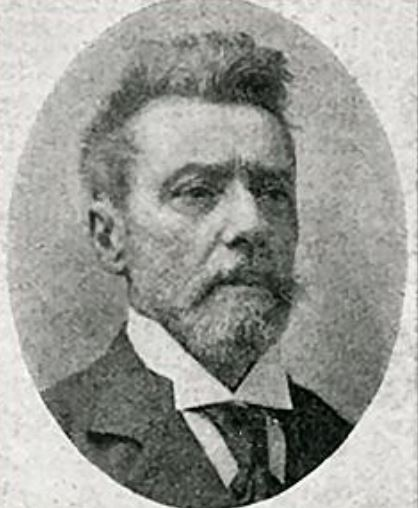
Gerard Johannes Koekkoek, um 1920

Gerard Johannes Koekkoek, auch Gerardus Johannes Koekkoek (* 27. Mai 1871 in Hilversum, Königreich der Niederlande; † 12. Juli 1956 ebenda) war ein niederländischer Marinemaler.

## Leben
Gerard Koekkoek stammte aus der holländischen Künstlerfamilie Koekkoek. Der Künstler war der Sohn des Malers Johannes Hermanus Barend Koekkoek (1840–1912), Enkel des Malers Hermanus Koekkoek der Ältere und Urenkel des Malers Johannes Hermanus Koekkoek. Er war Schüler seines Vaters sowie von Pieter Dupont und Hendrik Willebrord Jansen.
Koekkoek war von 1886 bis zu seinem Tode 1956 als Künstler aktiv und arbeitete in Amsterdam, Den Haag (1901–1902), Deutschland und Frankreich. Mit seinem Schaffen beeinflusste er die Arbeiten von Frits Hes, Johannes Oud, Johannes Bernardus Sleper und Jacob Wolf. Er war Mitglied der Sociëtait Arti et Amicitiae in Amsterdam, der Vereeniging van Beeldende Kunstenaars Laren-Blaricum sowie der Vereniging van Beeldende Kunstenaars in Hilversum.

## Werk
Gerard Koekkoek fertigte Zeichnungen, Radierungen, Aquarelle sowie Lithographien an und war auch als Restaurator von Gemälden tätig. Wie in den Bildthemen seiner Familie üblich malte er Hafen- und Küstenansichten der holländischen Nordseeküste, vorrangig der Region Zeeland.
Auswahl:
- Schiffe in der Nähe der Küste der Bretagne
- Lastboote im ländlichen Kanal mit Personen- und Hausstaffage, 1942
- Holländische  Polderlandschaft
- Katwijker Bomschuiten auf offener See
- Dordrecht, Blick vom Wasser
- Bosgezicht
- Blick auf Dordrecht mit Windmühle „De Eendragt“, 1899

## Ausstellungen
- B.C. Koekkoek-Haus, Kleve